# Bra (Italia)
Bra es una ciudad italiana de la provincia de Cuneo, en la región de Piamonte. 
El municipio consta de los distritos de Pollenzo, San Mateo, San Miguel, Bandito y Bra. Los municipios vecinos son Pocapaglia, Cherasco Sanfrè, Cerven y Marene. 

## Geografía
Bra ([ˈbra]) está situada en el Roero, 16 millas al oeste de Alba, 49 km al sur de Turín y 50 km al noreste de la capital de la provincia de Cuneo, en el valle del Tanaro.

## Economía
El queso es una industria importante en Bra. El movimiento italiano Slow Food fue fundado en Bra, y es también una fuerte representación: muchas empresas comercializan sus productos bajo esta etiqueta. En la actualidad Slow Food tiene su sede en Bra y opera en el distrito Pollenzo la Università di Scienze gastronomiche. Cada dos años tiene lugar en septiembre en Bra la Feria Internacional del Queso lugar. 
La ciudad es también un miembro de Cittaslow desde 1999, un movimiento fundado en Bra para aumentar la calidad de vida en las ciudades.

## Política
Bruna Sibille (Partido Democrático) fue elegida alcaldesa el 23 de junio de 2009. Su alianza cuenta con 11 de los 20 escaños, formando así la mayoría en el consejo. Aquí nació Emma Bonino el 9 de marzo de 1948, senadora y ministra de Asuntos Exteriores de Italia entre 2013 y 2014 bajo el corto gobierno de Enrico Letta.

## Deporte
El deporte más importante en la localidad es el hockey. En Bra residen el HC Bra (hombres) y el HF Lorenzoni (mujeres), estos equipos son importantes a nivel nacional. El 9 de junio de 1994 terminó la 19.ª etapa del Giro de Italia, en la que el ganador fue Massimo Ghirotto.

## Demografía
En la actualidad la ciudad ronda los 30 000 habitantes tras un gran crecimiento producido el siglo XX debido en gran parte a la industria relacionada con la producción de queso.

### Evolución demográfica
| Gráfica de evolución demográfica de Bra entre 1861 y 2001 |
|                                                           |
| Fuente ISTAT - elaboración gráfica de Wikipedia           |

## Galería fotográfica

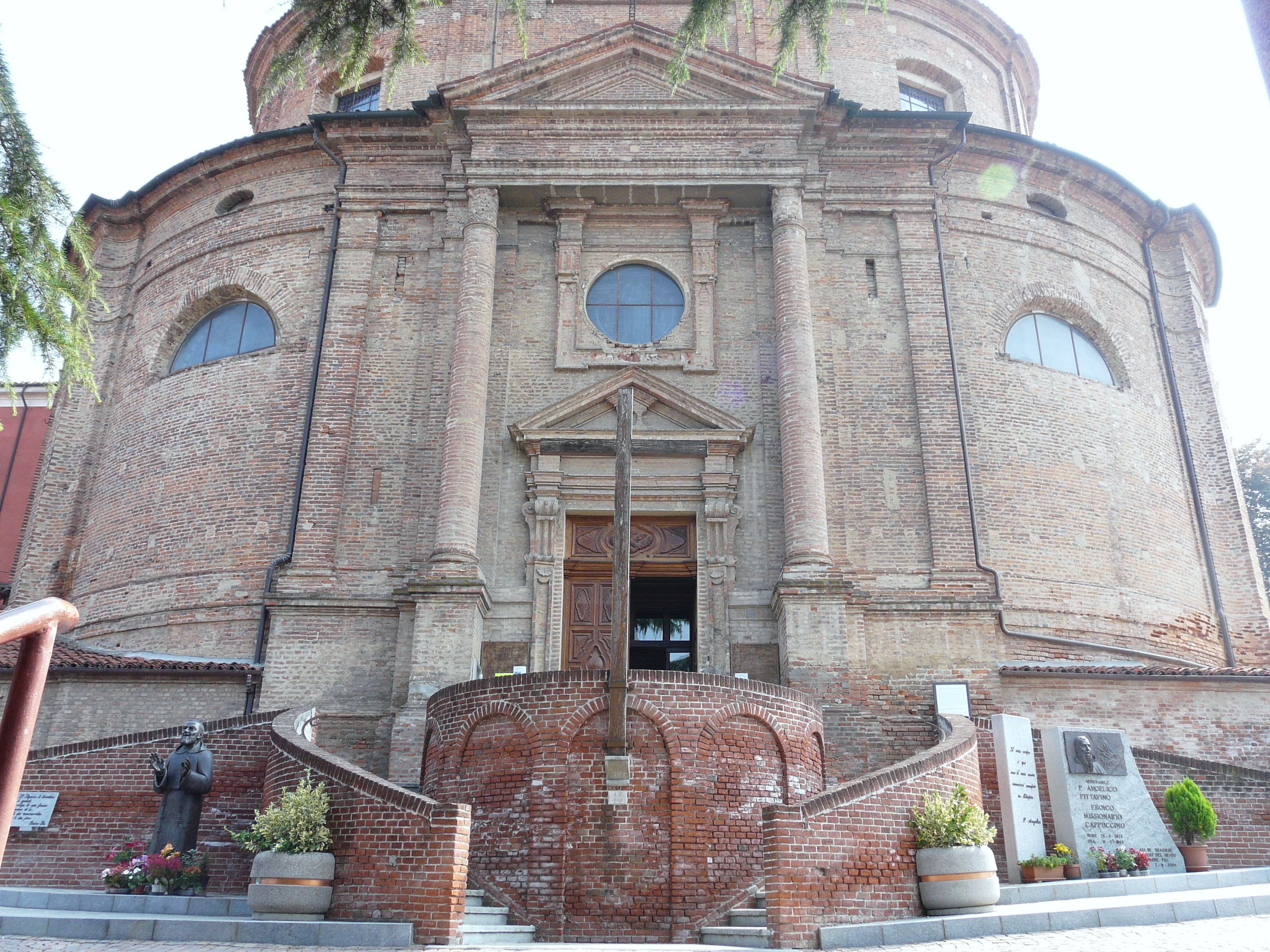
Iglesia de Santa María de los Ángeles
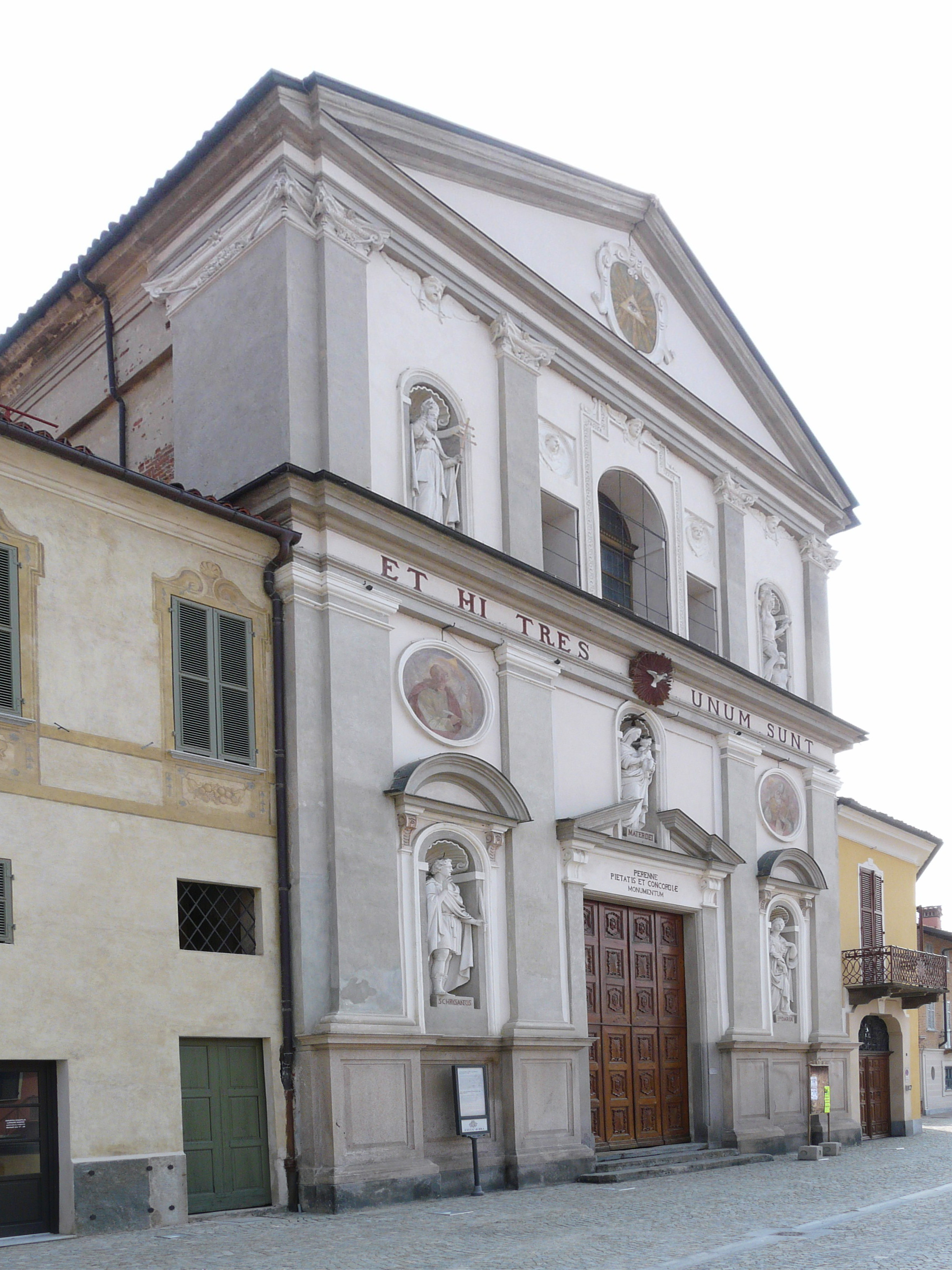
Iglesia de la Hermandad de la Santísima Trinidad
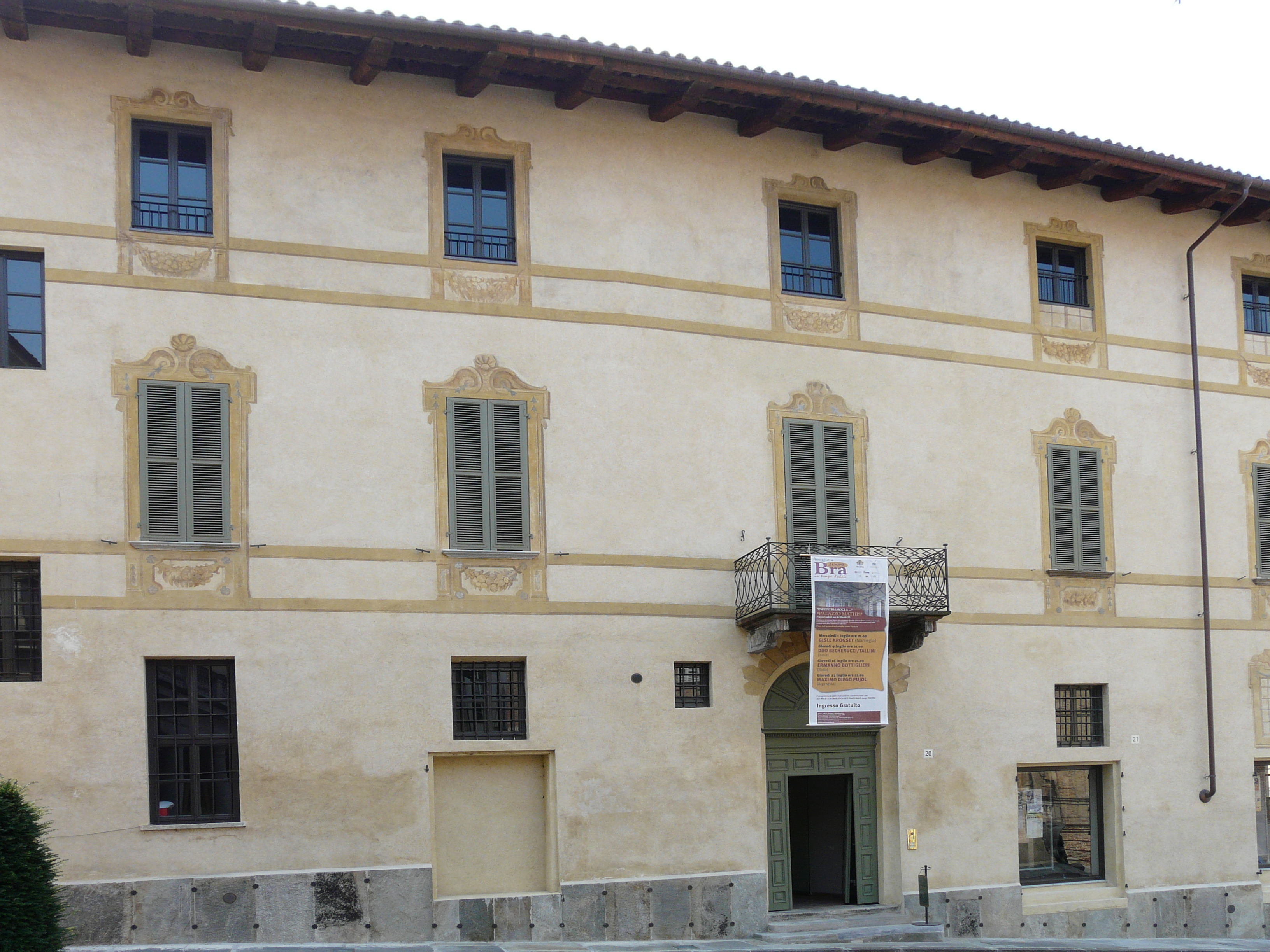
Palacio Mathis
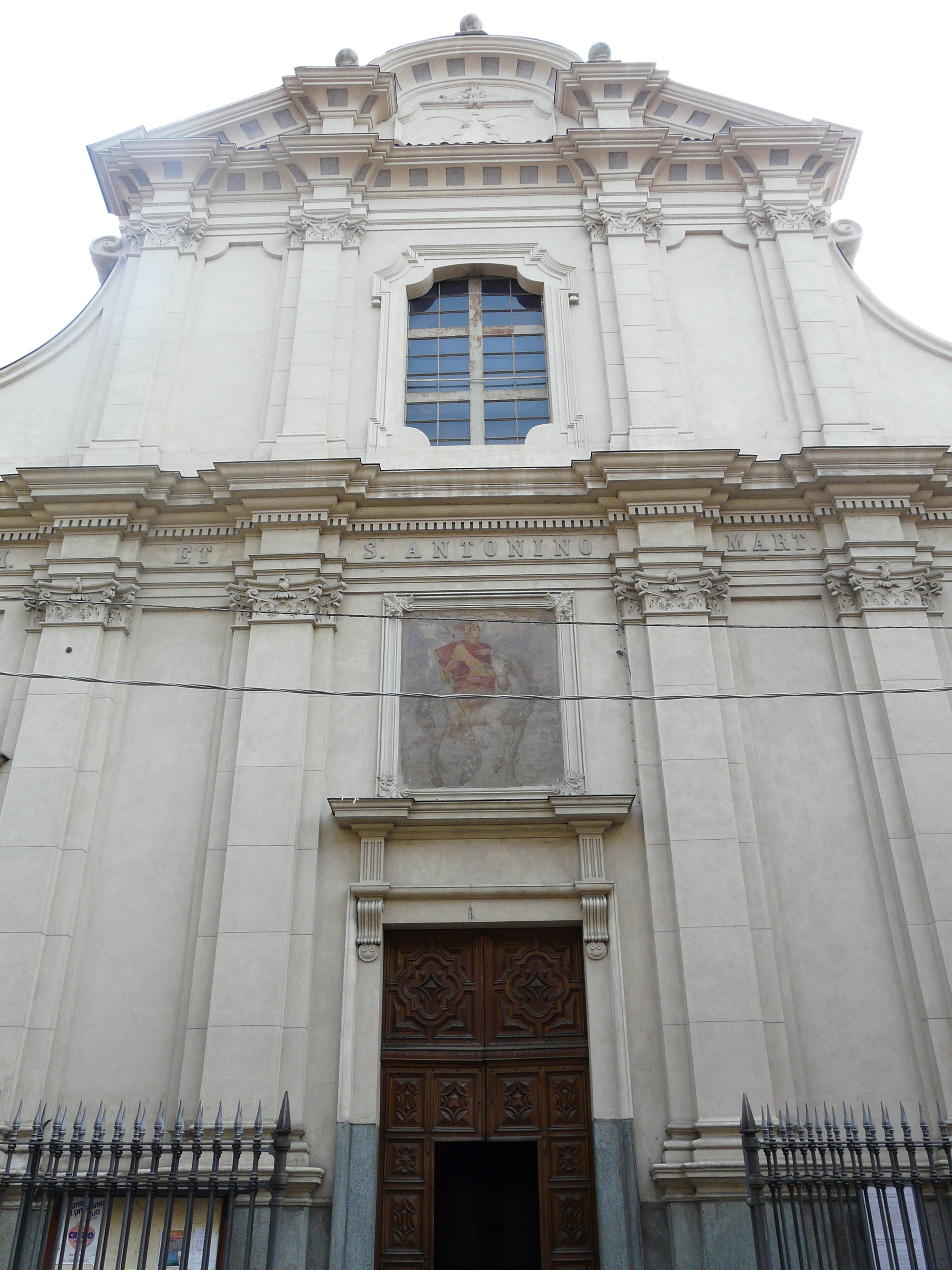
Iglesia de San Antonio
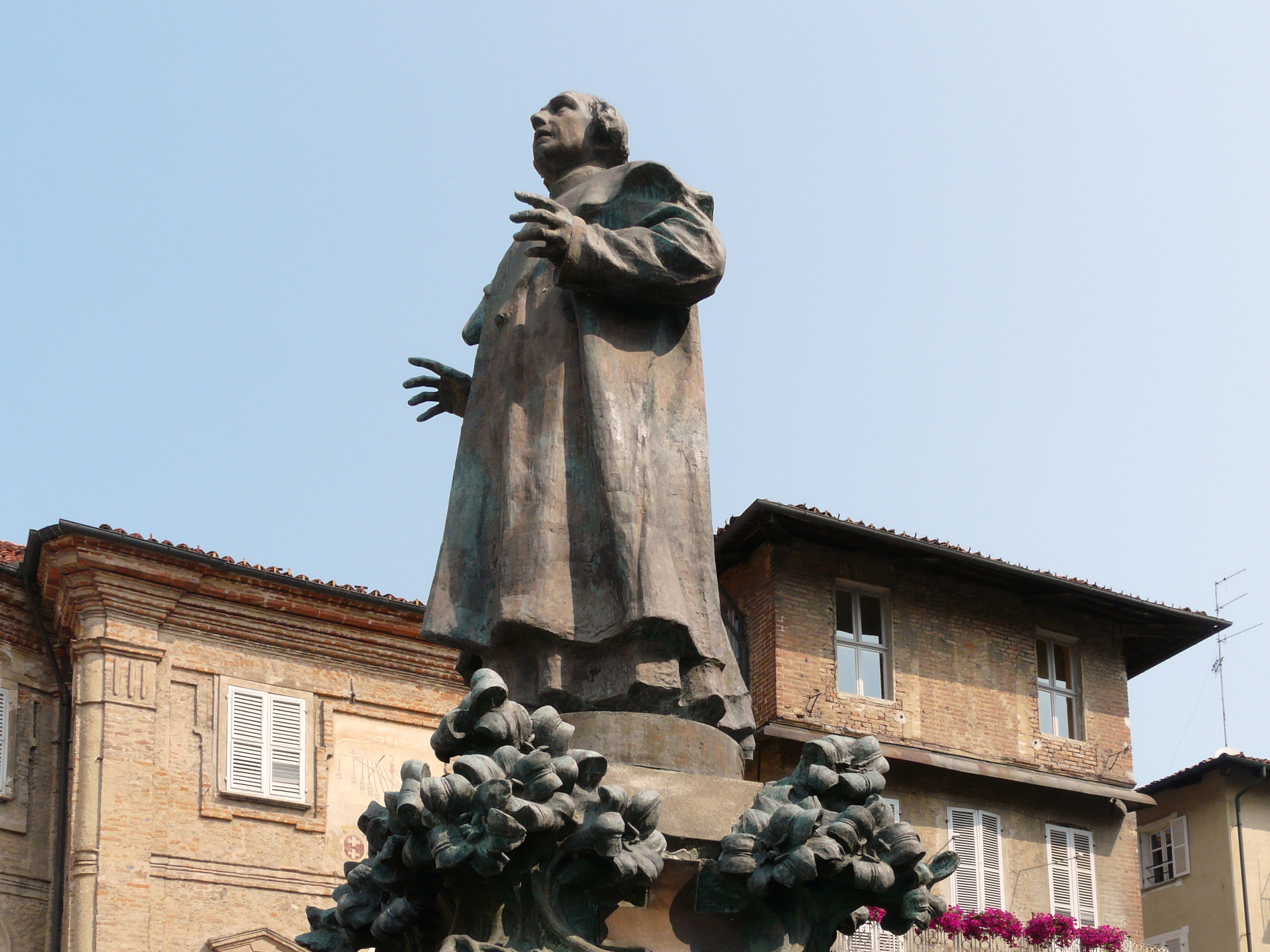
Estatua de bronce de San Giuseppe Benedetto Cottolengo
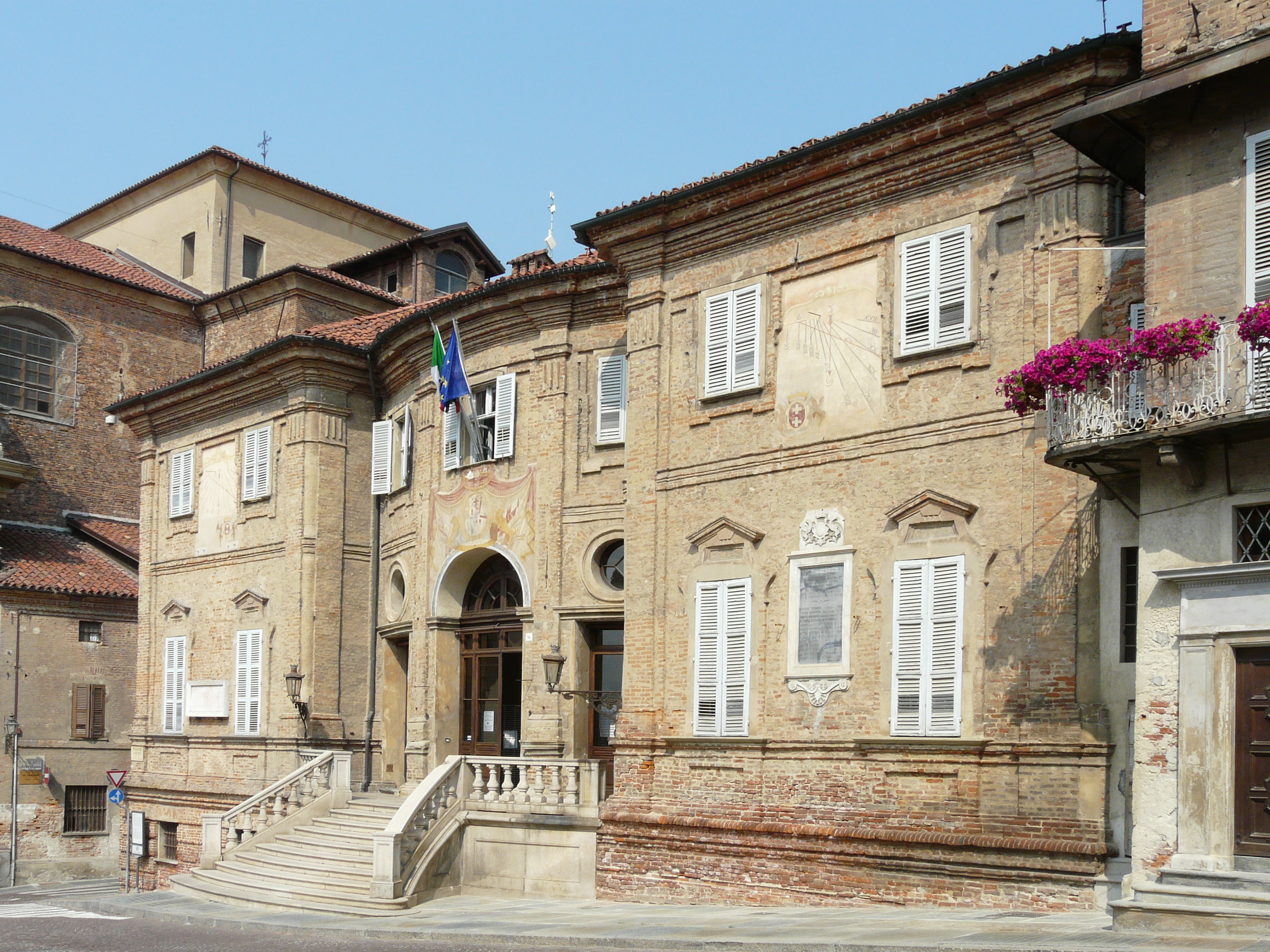
El ayuntamiento
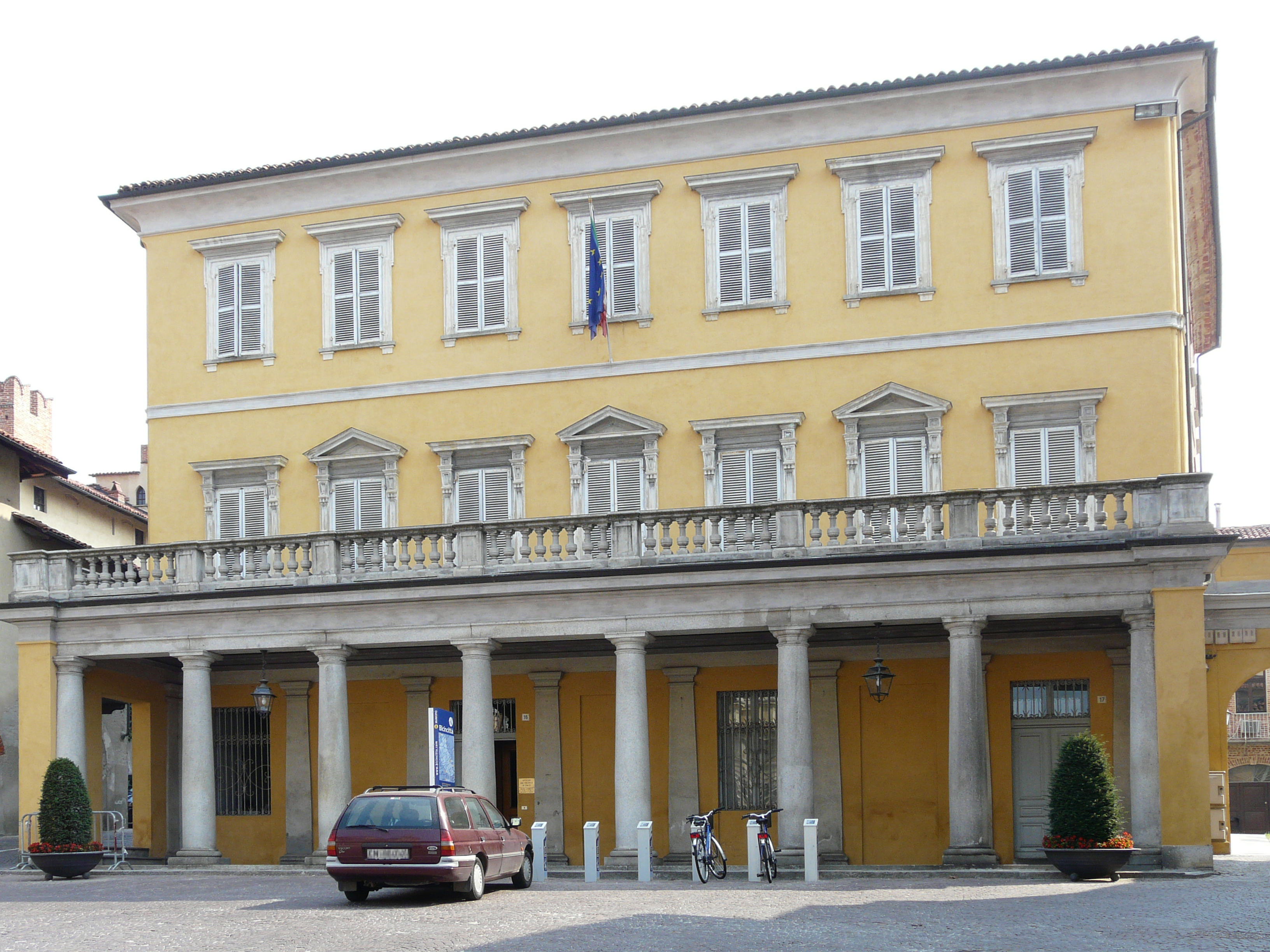
Palacio Garrone
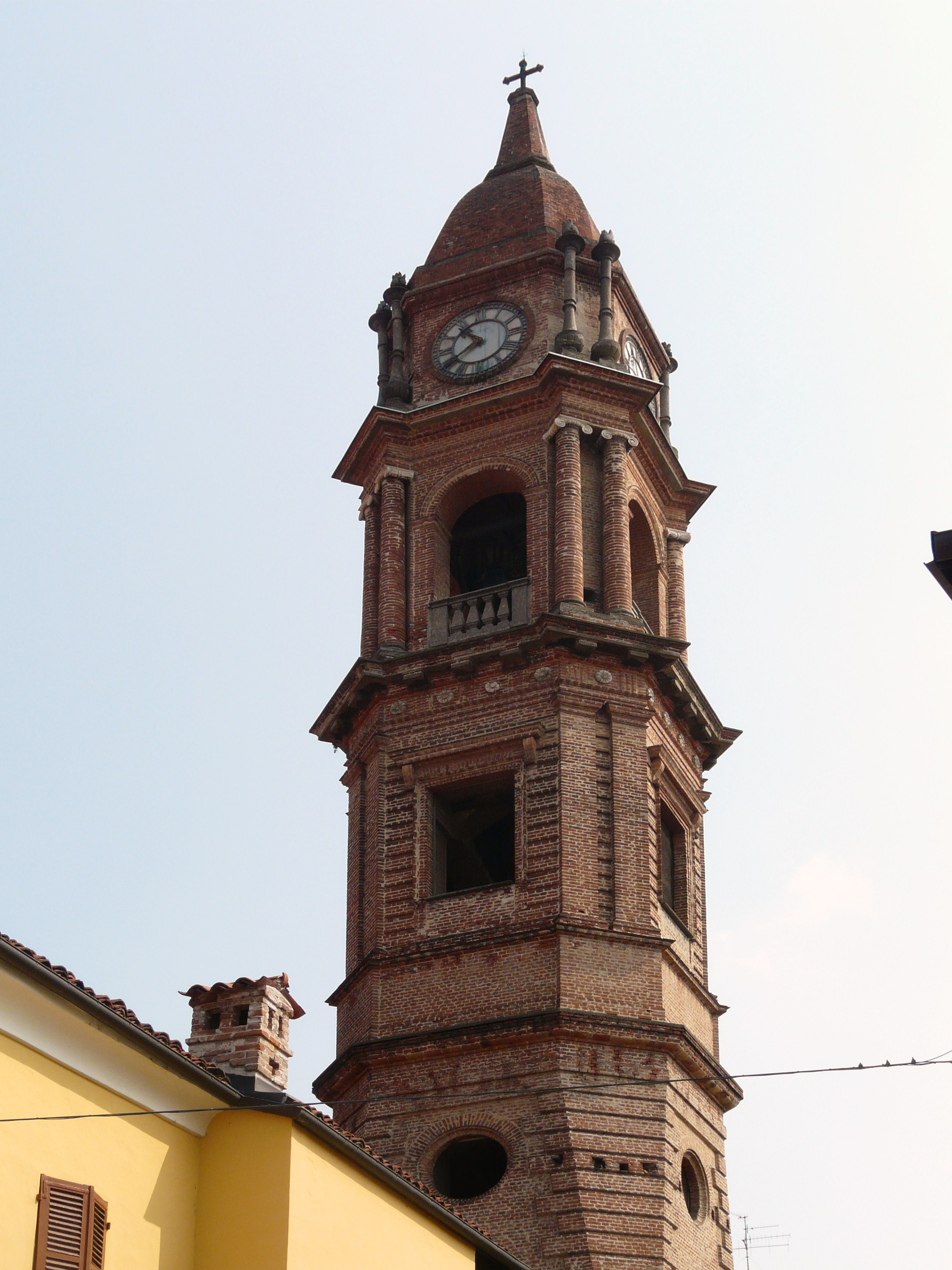
Campanario de la Iglesia de la Santísima Trinidad

## Ciudades hermanadas
- Spreitenbach (Suiza, desde 1988)
- Weil der Stadt (Alemania, desde 2001)
- Corral de Bustos (Argentina, desde 2007)
- San Sosti (Italia, desde 2007)